# Algimantas Dumbrava
Algimantas Dumbrava (* 28. Juni 1958 in Zarasai, Litauische SSR) ist ein litauischer Politiker.

## Leben
1981 absolvierte er Institut für Eisenbahntransport in Leningrad (jetzt Sankt Petersburg) und wurde Ingenieur und Mechaniker.
Von 1981 bis 1986 arbeitete er in Vilnius als Mechaniker, von 1986 bis 1989 in Zarasai, von 1989 bis 1997 bei AB „Zarasaitis“, von 1997 bis 2007 stellvertretender Bürgermeister der Rajongemeinde Zarasai und von 2008 bis 2012 Mitglied im Seimas.